# 天竜村
天竜村（てんりゅうむら）は静岡県の西部、豊田郡・磐田郡に属していた村である。現在の磐田市中南部、磐田駅の南西一帯にあたる。

## 地理
- 河川 ：ボウ僧川[2]

## 歴史
- 1889年（明治22年）4月1日 - 町村制の施行により、豊田郡上岡田村、下岡田村、千手堂村、豊島村、天竜村、北島村、万正寺村、中野村、山名郡上大ノ郷村が合併して豊田郡天竜村が発足。
- 1896年（明治29年）4月1日 - 郡制の施行により所属郡が磐田郡に変更。
- 1940年（昭和15年）11月1日 - 見付町・中泉町・西貝村と合併して磐田町が発足。同日天竜村廃止。

## 交通

### 鉄道路線
鉄道省東海道本線が村域を通過していたが、駅は存在しなかった。